# Edmond Willem Ferdinand Wttewaall van Stoetwegen

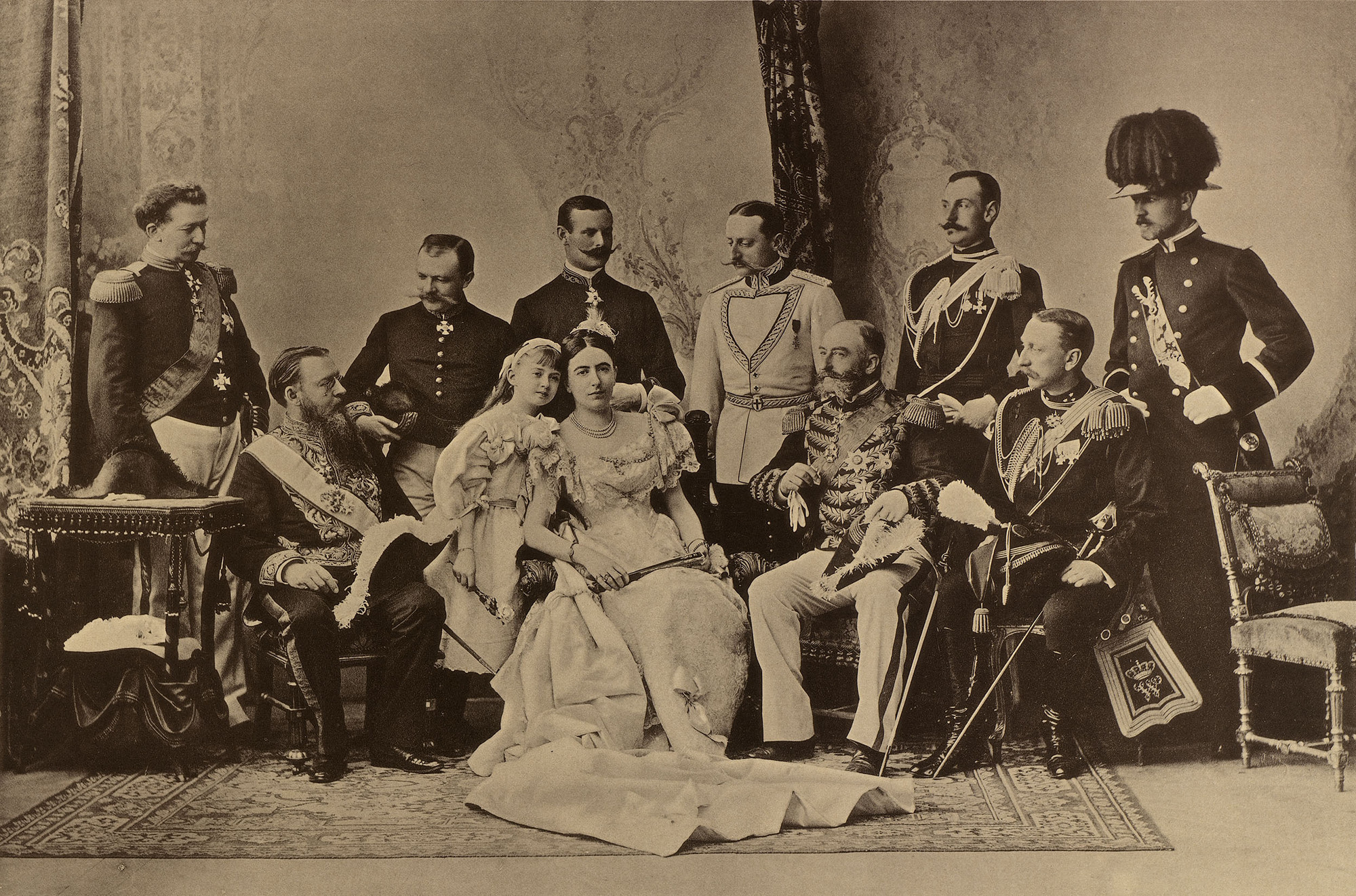

Jhr. Edmond Willem Ferdinand Wttewaall van Stoetwegen (Kampen, 3 oktober 1840 −'s-Gravenhage, 28 oktober 1908) was een Nederlands diplomaat.

## Biografie
Wttewaall was een telg uit het geslacht Wttewaall en een zoon van burgemeester en Tweede Kamerlid jhr. mr. Henri Wttewaall van Stoetwegen (1812-1866) en jkvr. Elsabé Rolina Sandberg (1814-1890), telg uit het geslacht Sandberg. Hij promoveerde te Utrecht in 1864 in de rechten op het Academisch proefschrift over de mogendheden van den zoogenaamden tweeden en derden rang. Daarna trad hij toe tot de diplomatieke dienst. Hij vervulde posten te Londen, Wenen, Berlijn, Constantinopel, Sint-Petersburg en Parijs. Van 1879 tot 1881 was hij minister-resident te Tokyo waar hij persona non grata werd verklaard wegens het geven van geheime stukken aan de pers, daarna Consul Generaal te Rio de Janeiro (1881-1882) en Stockholm en Kopenhagen (1882-1883). Hij besloot zijn diplomatieke carrière als buitengewoon gezant en gevolmachtigd minister te Sint-Petersburg van 1883 tot 1899. Hij werd ontslagen door Koningin Emma wegens publicaties over de Boerenoorlog.
Wttewaall trouwde in 1872 met Dona Beatrice Joséphine Stuart de Figanière e Morão (1848-1876), dochter van Frederico Francisco Stuart de Figanière e Morão, 1e bruggraaf van Figanière (1827-1908), schrijver, historicus, diplomaat, dichter en filosoof, met wie hij een zoon (1872-1899) kreeg. Hij hertrouwde in 1879 met Jacqueline Marie Claire van Dam van Isselt (1855-1939), telg uit het geslacht Van Dam van Isselt, met wie hij een dochter (1888-1959) kreeg.
Jhr. mr. E.W.F. Wttewaall van Stoetwegen overleed in 1908 op 68-jarige leeftijd. Hij was commandeur in de Orde van de Nederlandse Leeuw en drager van het grootkruis in de Orde van Oranje-Nassau.